# Природно-заповідний фонд Кременчуцького району
Природно-заповідний фонд Кременчуцького району становить 11 об'єктів і територій ПЗФ. З них 2 загальнодержавного значення (заказники «Нижньопсільський» та «Білецьківські плавні»).

## Території та об'єкти

### Ландшафтний парк
| Назва об'єкта                    | Тип, категорія, значення      | Рік створення | Площа (га) | Місцезнаходження | Зображення |
| -------------------------------- | ----------------------------- | ------------- | ---------- | --- | ---------- |
| «Кременчуцькі плавні» (частково) | Регіональний ландшафтний парк | 2001          | 5080       | Долина р. Дніпро, в основному в межах заплави, біля м. Кременчука, Градизьке лісництво, кв. 33-43, Кременчуцьке лісництво, кв. 70-76, Крюківське лісництво, кв. 1-11 |            |

### Заказники
| Назва об'єкта                     | Тип, категорія, значення                         | Рік створення | Площа (га) | Місцезнаходження | Зображення |
| --------------------------------- | ------------------------------------------------ | ------------- | ---------- | --- | ---------- |
| «Балка Широка»                    | Заказник ландшафтний місцевого значення          | 1994          | 383        | с. Підгірне, Крюківське лісництво, кв. 30-36                                                                               |            |
| «Білецьківські плавні» (частково) | Заказник ландшафтний загальнодержавного значення | 1994          | 2980       | острови Зелений, Динька, Фантазія; Градизьке лісництво кв. 33-43, Крюківське лісництво кв. 1-8; плавні біля с. Білецьківка |            |
| «Біловагівський»                  | Заказник гідрологічний місцевого значення        | 1982          | 70         | с. Соснівка, Кременчуцьке лісництво, кв. 17 вид. 10                                                                        |            |
| «Довгораківський»                 | Заказник ботанічний місцевого значення           | 1994          | 278        | с. Кам'яні Потоки, Крюківське лісництво, кв. 46-49                                                                         |            |
| «Нижньопсільський»                | Заказник ландшафтний загальнодержавного значення | 1994          | 504        | по р. Псел від с. Гуньки до с. Крамаренки, Комсомольське лісництво кв. 3-12                                                |            |
| «Пивиха» (частково)               | Заказник ландшафтний місцевого значення          | 1994          | 285        | с. Максимівка, Градизьке лісництво, кв. 15, 16                                                                             |            |

### Пам'ятки природи
| Назва об'єкта          | Тип, категорія, значення    | Рік створення | Площа (га) | Місцезнаходження                                    | Зображення |
| ---------------------- | --------------------------- | ------------- | ---------- | --------------------------------------------------- | ---------- |
| «Виходи гранодіоритів» | Пам'ятка природи геологічна | 1970          | 1          | с. Кам'яні Потоки, біля школи                       |            |
| «Головлева круча»      | Пам'ятка природи геологічна | 1992          | 2          | с. Гуньки, правий берег р. Псел (біля нафтопроводу) |            |
| «Келеберда»            | Пам'ятка природи геологічна | 1979          | 5          | с. Келеберда, лівий берег Дніпра                    |            |

### Заповідне урочище
| Назва об'єкта    | Тип, категорія, значення | Рік створення | Площа (га) | Місцезнаходження                                           | Зображення |
| ---------------- | ------------------------ | ------------- | ---------- | ---------------------------------------------------------- | ---------- |
| «Келебердянське» | Заповідне урочище        | 1994          | 211        | околиці с. Кам'яні Потоки, Крюківське лісництво, кв. 50-52 |            |